# Thore Börjesson
Thore Leif Börjesson, född 1 november 1924 i Tjärnö, död 28 maj 2004 i Strömstad, var en svensk roddare. Han tävlade för Strömstads RK.
Börjesson tävlade i åtta med styrman för Sverige vid olympiska sommarspelen 1952 i Helsingfors.